# Эйхен, Александр Фёдорович
Александр Федорович Эйхен (нем. Alexander Georg von Eichen; 8 апреля 1818 — 4 октября 1846) — русский художник немецкого происхождения.

## Биография
Выходец из остзейской немецкой дворянской семьи. Сын генерал-лейтенанта русской службы Фёдора Яковлевича Эйхена (Эйхена 2-го; 1779—1847), племянник генерал-лейтенанта Якова Яковлевича Эйхена (Эйхена 1-го), брат генерал-майора Фёдора Фёдоровича Эйхена (1821—1877). 
Художественное образование получил в Императорской академия художеств в Санкт-Петербурге, где его основным учителем был Карл Брюллов. За время обучения несколько раз был награждён медалями Академии: в 1840 году — большой серебряной медалью за картину «Святой Иероним»,  в 1841 году — малой серебряной медалью за рисунок с натуры, в 1844 году — малой золотой медалью за картину «Меркурий усыпляет Аргуса».
В 1845 году Эйхен, который считался одним из лучших учеников Брюллова, получил от руководство Академии задание написать картину на заданную тему «Силоамская купель» для получения большой золотой медали.
Однако, в 1846 году художник Эйхен скончался.